# Кова-Лима
Кова-Лима (порт. Kovalima, тетум Cova Lima) — один из 13 округов Восточного Тимора. Расположен в юго-западной части страны. Площадь составляет 1206,66 км². Административный центр — город Суаи, расположен в 136 км от столицы страны, города Дили.

## География
Кова Лима граничит с округами Бобонару (на севере) и Айнару (на востоке), а также с индонезийской провинцией Восточные Малые Зондские острова (на западе и северо-западе). На юге омывается водами Тиморского моря. Самая высокая точка округа, гора Фохо-Таромар, составляет 1744 м над уровнем моря и располагается вблизи индонезийской границы.

## Население
Население округа по данным на 2010 год составляет 59 455 человек; для сравнения, на 2004 год оно насчитывало 52 818 человек. Плотность населения — 49,27 чел./км². Средний возраст населения составляет 18,6 лет. В период с 1990 по 2004 годы средний ежегодный прирост населения составил 1,13 %.
55 % население говорят на языке бунак; 41 % — говорят на языке тетум. Распространены также другие местные языки и диалекты. 47,3 % населения владеют языком тетум (включая тех, для которых он является вторым и третьим языками); 42,9 % владеют индонезийским и 9,9 % — португальским. 54,3 % населения неграмотны (57,9 % женщин и 50,7 % мужчин). Только 10,2 % лиц старше 18 лет закончили среднюю школу (7,4 % женщин и 13,1 % мужчин).
По данным на 2004 год 99,8 % населения составляют католики; 0,1 % — приверженцы традиционных анимистических верований. 28 человек является мусульманами и 15 человек — протестантами.

## Административное деление
В административном отношении подразделяется на 7 подрайонов:
| Подрайон  | Население, чел. (2010) | Площадь, км² |
| --------- | ---------------------- | ------------ |
| Зумалай   | 11 639                 | 283,74       |
| Маукатар  | 6291                   | 114,56       |
| Суаи      | 25 164                 | 302,60       |
| Тиломар   | 7043                   | 194,64       |
| Фаталулик | 1894                   | 45,72        |
| Фатумеан  | 3332                   | 132,60       |
| Фохорен   | 4092                   | 132,80       |

## Галерея

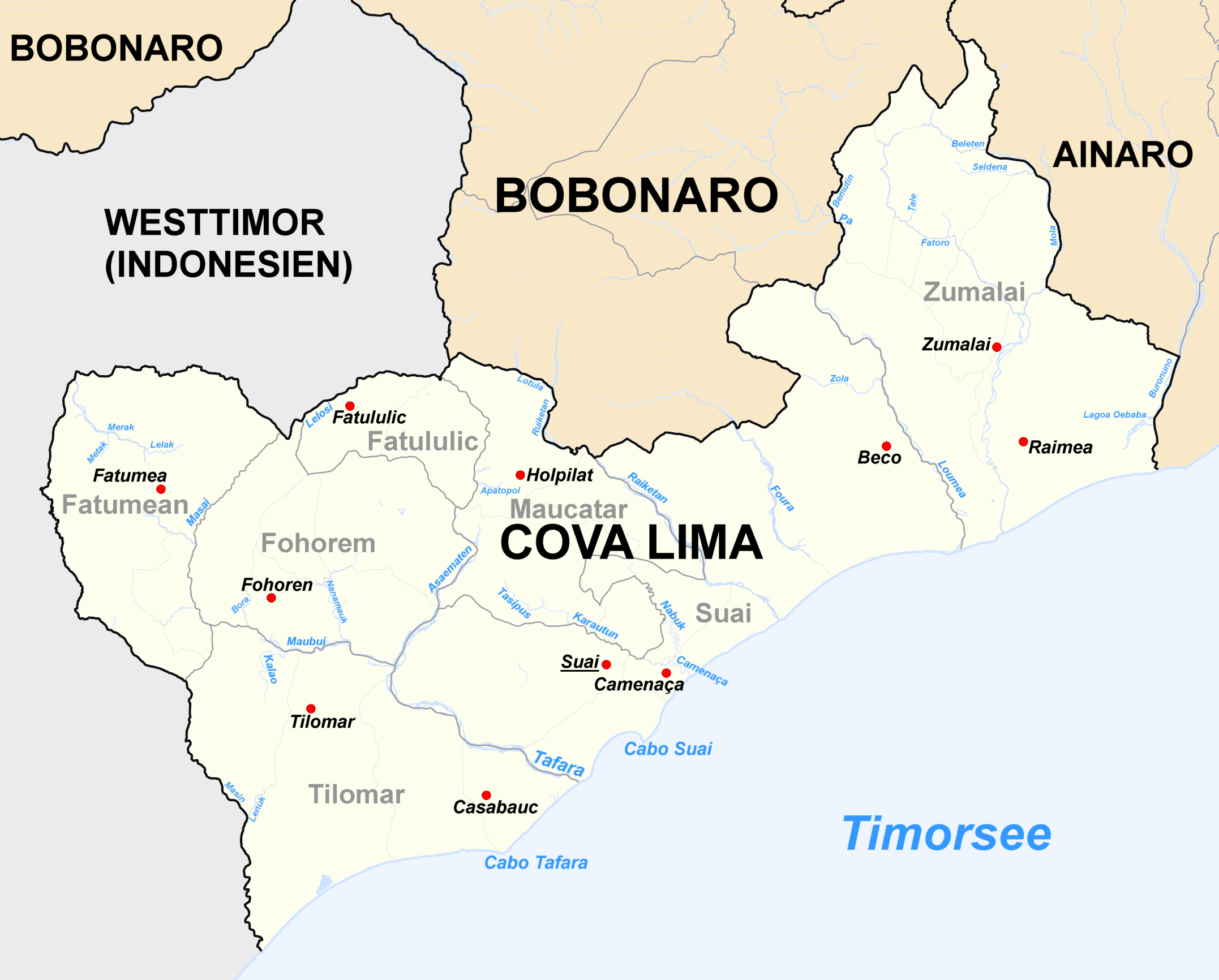
Карта округа
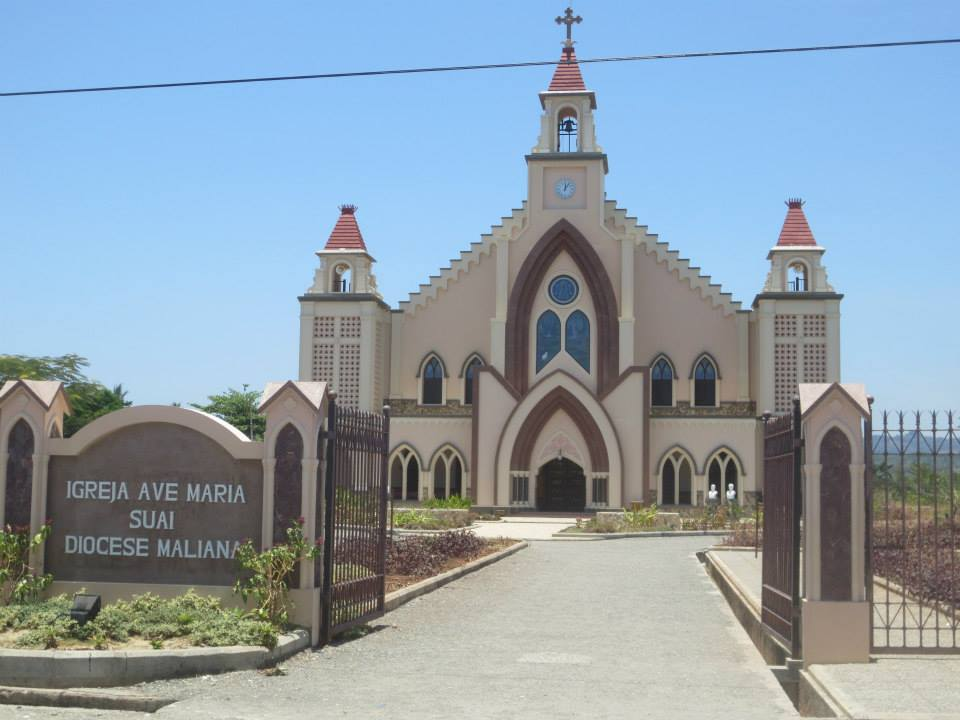
Церковь в Суаи
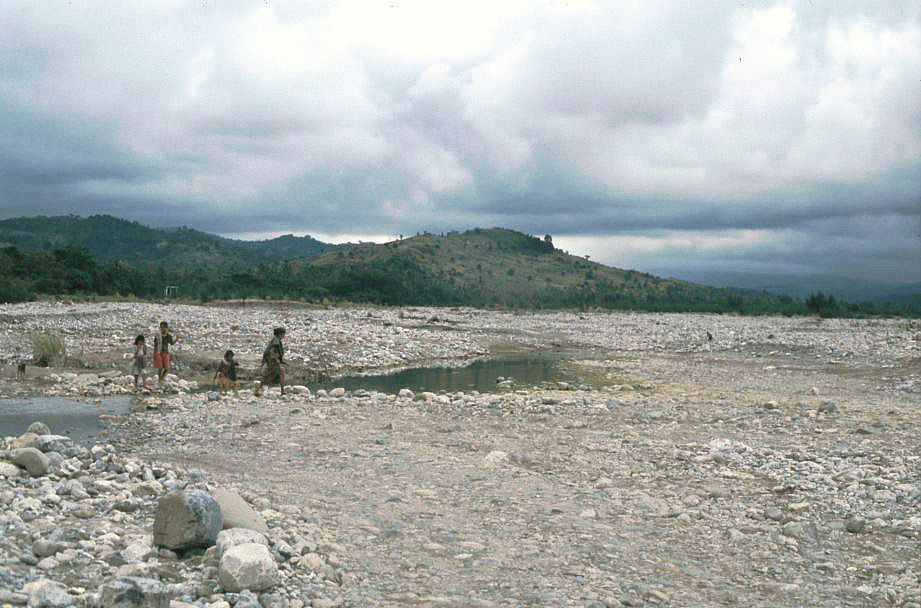
Ручей близ Суаи
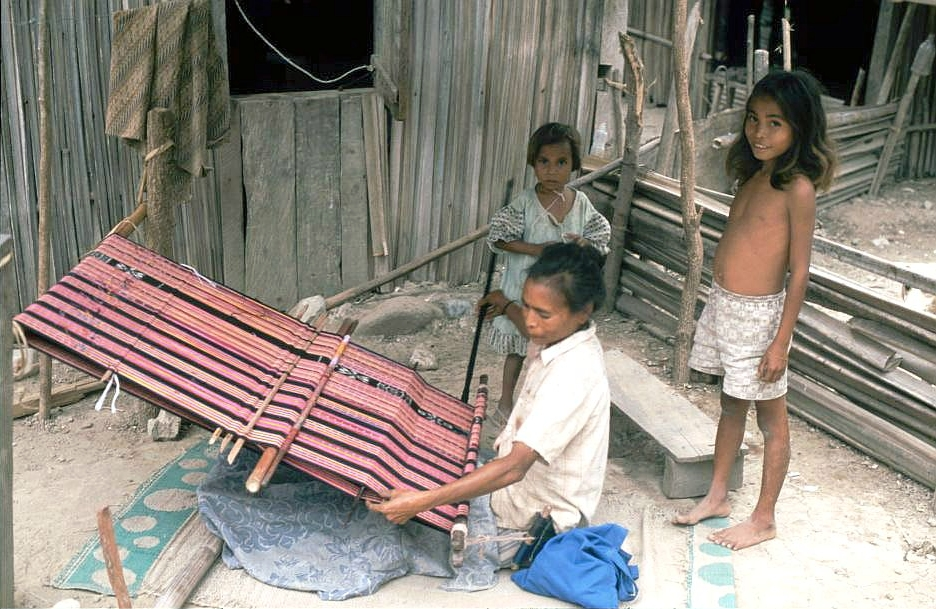
Женщина с детьми в Суаи